# نيكلاس هويلوند
نيكلاس هويلوند (بالدنماركية: Nicklas Højlund)‏ هو مدرب كرة قدم ولاعب كرة قدم دنماركي في مركز حراسة المرمى، ولد في 6 مارس 1990 في كوبنهاغن في مملكة الدنمارك. شارك مع منتخب الدنمارك تحت 16 سنة لكرة القدم ومنتخب الدنمارك تحت 17 سنة لكرة القدم. أما مع النوادي، فقد لعب مع نادي لينغبي.